# Звягильская, Рената Александровна
Рената Александровна Звягильская — учёный-биохимик, лауреат премии имени А. Н. Баха (1987).

## Биография
В 1959 году — окончила биолого-почвенный факультет МГУ.
С 1960 по 1963 годы — учёба в аспирантуре Института биохимии имени А. Н. Баха (научный руководитель — профессор А. В. Котельникова)
В 1964 году — защитила кандидатскую диссертацию, тема: «Система окислительного фосфорилирования дрожжей Endomyces magnusii» (руководитель — профессор А. В. Котельникова).
С 1960 года и по настоящее время работает в Института биохимии имени А. Н. Баха, где прошла путь от младшего научного сотрудника до заведующей лабораторией биологического окисления.
В 1983 году — защитила докторскую диссертацию, тема: «Особенности энергетического обмена дрожжей».
В 1988 году — присвоено учёное звание профессора.

## Награды
- Премия имени А. Н. Баха (совместно с А. В. Котельниковой, за 1987 год)— за цикл работ «Биохимия дрожжевых митохондрий»